# Benjamín de la Torre del Mar Márquez
Benjamín Nicolás de la Torre del Mar Márquez fue un hacendado, médico y político peruano. Fue propietario de las haciendas Huiro, Maranura, Pucuto en la provincia de La Convención y de la Fábrica Textil Urcos.
Fue elegido diputado por la provincia de La Convención en 1895, luego de la Guerra civil de 1894 durante los gobiernos de Manuel Candamo, Nicolás de Piérola y Eduardo López de Romaña en el inicio de la República Aristocrática siendo luego reelecto en 1901 y en 1907. Entre 1909 y 1914 también fue elegido senador por el departamento del Cusco. Durante su gestión propulsó la expedición de la Ley N° 700 que dispuso la construcción del Ferrocarril de Cusco a Quillabamba.